# Kovács Ádám Tibor
Kovács Ádám Tibor (Budapest, 1991. április 14. –) magyar labdarúgó, a Mátészalkai MTK játékosa.

## Pályafutása
A 19 éves Kovács Ádám, aki Magyarországon az Újpest és a III. kerület játékosa volt, 2006 óta légióskodott Belgiumban, előbb a negyedosztályú KOVC Sterrebeek utánpótláscsapataiban szerepelt, amelyekben 29 mérkőzésen 34 gólt szerzett, majd 2008 májusában a másodosztályú Oud-Heverlee Leuvenhez szerződött. Az OHL-ben eleinte az U19-es és a tartalékcsapatban kapott lehetőséget, amit meg is hálált, hiszen a 28 találkozón szerzett 18 gól elismerésre méltó teljesítmény. Később a felnőtt csapatban is bemutatkozott, 13 percet töltött a pályán. 2011-ben a Nyíregyháza Spartacus csapatába szerződött. Fél év után az NB 1-ben szereplő Vasas SC-hez szerződött. Miután kiestek az első osztályból, visszatért korábbi csapatához Nyíregyházára a Szparihoz.